# 大坂銅吹屋
大坂銅吹屋（おおざかどうふきや）は江戸時代に全国の銅山から産出した荒銅（粗銅）を大坂に集積し、南蛮吹により少量含まれる銀を分離し精銅を製造する機関である。これは輸出用の御用銅を確保し銅地金の流通を幕府が管理する目的で設立されたものであった。大坂銅吹屋仲間ともいう。

## 設立の背景と推移
慶長から元和年間にかけて石見銀山、蒲生銀山、生野銀山、多田銀山、院内銀山の産銀は最盛期を迎えたが、その後次第に衰退し、金銀の国外流出が巨額に上ったため貨幣用金銀が不足し貨幣の全国統一を遅らせた。一方で吉岡銅山、足尾銅山に続いて元禄年間には別子銅山および阿仁銅山などの産出が最盛期を迎え、幕府は金銀に代えて銅を輸出することを奨励した。幕府は元禄10年（1697年）、世界一の産銅国となり、銅の輸出定額を年間8,902,000斤（5,337トン）と定めたが、銅の産出は元禄年間がピークであり、それ以降に見込んでいた程、産銅が伸びず、また寛永通寳などの鋳銭用銅の需要も伸び年間400万斤（2,400トン）程度を必要としたため、国内での産銅でこれをまかなうのは無理であり保有銅も次第に減少した。そこで輸出定量として定めた量を確保するため、元禄14年（1701年）に銀座の加役として銅座を設立し、全国の銅山で産出される荒銅は全て大坂銅吹屋に集積され統制されることとなった。大坂銀座に設けられた銅座役所は表間口8間、奥行8間の敷地であった。
この銅吹屋の中心となったのが泉屋（いずみや）であり、後の住友財閥発展の基礎となった。泉屋は、元和9年（1623年）に内淡路町に銅吹所を開設し、寛永13年（1636年）に長堀茂左衛門町に移転し、最大の銅精錬所となり国内の約3分の1を精錬していた。このほかにも大坂屋（おおざかや）、平野屋（ひらのや）、大塚屋（おおつかや）などの吹屋があったという。
諸国の銅山で産出される荒銅には少量の銀を含むものがあり、この荒銅に鉛を加えて鎔融し徐々に冷却すると精銅が析出する。この精銅の純度は99.9%程度に達したという。この精銅を分離し鎔融している銀を含んだ貴鉛から灰吹法により銀が採取された。荒銅から灰吹法により灰吹銀を取り出す作業は特に南蛮吹（なんばんぶき）あるいは南蛮絞（なんばんしぼり）と呼ばれ、またこの技術は蘇我理右衛門により開発されたとされるが、「南蛮」と称することから白水（はくすい）と呼ばれた南蛮人により伝えられたともいわれ、この「白水」の文字を組み合わせて泉屋の屋号が誕生したとする説がある。
精錬された地金は竿銅（さおどう）として銅座を通じて長崎に送られ、輸出用の御用銅（ごようどう）とされた。また国内用銅は、銭貨鋳造用については銭座に、地売（じうり）用銅は銅細工人に売り渡された。
しかし正徳年間に入り銅山の生産諸条件が悪化し、大坂登銅額も減少してきたため、正徳2年3月（1712年）に銅座は廃止され、銅吹屋17人にこれまでの実績に応じて長崎御用銅500万斤（3,000トン）を配分して精錬させた。しかし輸出用銅の価格は外国の相場により決まり、一方国内用地売銅は高騰し価格が大きく乖離することになった。需要量の大部分が価格の低い輸出用銅であったため、鉱山の経営はますます悪化したという。また御用銅と地売銅の価格の乖離は大坂を経由しない抜売を行わせる原因となった。

## 正徳2年（1712年）大坂銅吹屋一覧
所在地はいずれも大坂　
- 泉屋吉左衛門　　長堀茂左衛門町
- 大坂屋久左衛門　西横堀炭屋町
- 大塚屋甚右衛門　瓦町二丁目
- 丸銅屋次郎兵衛　西横堀炭屋町
- 平野屋忠兵衛　　道頓堀釜屋町
- 富屋藤助　　　　道頓堀新難波中之町
- 多田屋市郎兵衛　道頓堀新難波中之町
- 平野屋三右衛門　道頓堀湊町
- 平野屋きん　　　道頓堀湊町
- 熊野屋彦太夫　　道頓堀難波東之町
- 平野屋市郎兵衛　道頓堀湊町
- 大坂屋又兵衛　　道頓堀釜屋町
- 熊野屋徳兵衛　　道頓堀難波東之町
- 富屋伊兵衛　　　道頓堀釜屋町
- 大坂屋三右衛門　道頓堀釜屋町
- 川崎屋平兵衛　　道頓堀釜屋町
- 吹屋次左衛門　　道頓堀湊町

## 遺構
長堀茂左衛門町（現・大阪市中央区島之内）にあった住友（泉屋）銅吹所跡は、1990年から発掘調査がおこなわれ、当時の各種資料が出土したほか、貴重な考古学的知見を提供した。